# Nahuel Carabaña
Nahuel Carabaña   (Andorra, 10 de novembre de 1999) és un atleta andorrà, especialitzat en la prova dels 3.000 metres obstacles. Ha participat en 1 Olimpíada, obtenint la 13a posició en el còmput general de la 1a ronda dels Jocs Olímpics de París 2024.
Guanyà una medalla de bronze al campionat Europeu d'Atletisme sub-23 de 2021, en la prova de 3.000 m obstacles.
Participà als Jocs Olímpics d'Estiu de 2024 i fou l'abanderat juntament amb Mònica Dòria. Aquesta participació el va convertir en el primer andorrà que es classificava per mèrits propis (i no per invitació) a unes Olimpíades.
L'abril de 2025 a Xiamen, tornava a fer història, convertint-se en el primer andorrà en participar en una prova de la Diamond League.

## Marques personals
| Disciplina       | Marca       | Seu       | Data               |
| ---------------- | ----------- | --------- | ------------------ |
| 3.000m obstacles | 8:16.04 NR  | Marsella  | 22 de maig de 2024 |
| 10.000 metres    | 28:51.57 NR | Burjassot | 25 de març de 2023 |
| 1.500m llisos    | 3:45.31     | Maribor   | 24 de juny de 2025 |

## Trajectòria professional
| Jocs Olímpics      | Jocs Olímpics | Jocs Olímpics          | Jocs Olímpics    |
| Any                | Lloc          | Posició                | Prova            |
| ------------------ | ------------- | ---------------------- | ---------------- |
| 2024               | París         | 13a posició (1a ronda) | 3.000m obstacles |
| Campionat del món  |               |                        |                  |
| 2023               | Budapest      | 23a posició (1a ronda) | 3.000m obstacles |
| Campionat d'Europa |               |                        |                  |
| 2022               | Múnic         | 32a posició (1a ronda) | 3.000m obstacles |
| 2024               | Roma          | 7a posició             | 3.000m obstacles |